# Filmjahr 2027
Liste der Filmjahre

◄◄ | ◄ | 2023 | 2024 | 2025 | 2026 | Filmjahr 2027

Weitere Ereignisse
Dieser Artikel behandelt das Filmjahr 2027.

## Top 10 der erfolgreichsten Filme

### In Deutschland
Die zehn erfolgreichsten Filme an den deutschen Kinokassen nach Besucherzahlen (Stand: 1. Januar 2027):

### In der Schweiz
Die zehn erfolgreichsten Filme an den schweizerischen Kinokassen nach Besucherzahlen (Stand: 1. Januar 2027)

### In den Vereinigten Staaten
Die zehn erfolgreichsten Filme an den US-amerikanischen Kinokassen nach Einspielergebnis in US-Dollar (Stand: 1. Januar 2027)

### Weltweit
Die zehn weltweit erfolgreichsten Filme nach Einspielergebnis sind (Stand: 1. Januar 2027)

## Filmpreise

### Golden Globe Award
Die Verleihung der 84. Golden Globe Awards findet im Januar 2027 statt.
- Bester Film (Drama):
- Bester Film (Komödie/Musical):
- Beste Regie:
- Bester Hauptdarsteller (Drama):
- Beste Hauptdarstellerin (Drama):
- Bester Hauptdarsteller  (Komödie/Musical):
- Beste Hauptdarstellerin (Komödie/Musical):
- Bester Nebendarsteller:
- Beste Nebendarstellerin:
- Bester fremdsprachiger Film:

### Critics’ Choice Awards
Die Verleihung Critics’ Choice Movie Awards findet im Januar 2027 statt.
- Bester Film:
- Beste Regie:
- Bester Hauptdarsteller:
- Beste Hauptdarstellerin:
- Bester Nebendarsteller:
- Beste Nebendarstellerin:
- Bester fremdsprachiger Film:

### Sundance Film Festival
Das 43. Sundance Film Festival findet von Januar bis Februar 2027 statt.
- Großer Preis der Jury: Spielfilm –
- Großer Preis der Jury: Dokumentarfilm –
- Großer Preis der Jury „World Cinema“: Spielfilm –
- Großer Preis der Jury „World Cinema“: Dokumentarfilm –
- Waldo Salt Screenwriting Award: U.S. Dramatic –
- Alfred P. Sloan Award –

Vollständige Liste der Preisträger

### Österreichischer Filmpreis
Die Verleihung des 17. Österreichischen Filmpreises findet im Januar 2027 statt.
- Bester Spielfilm:
- Beste Regie:
- Bester Darsteller:
- Beste Darstellerin:
- Bester Dokumentarfilm:
- Bester Kurzfilm:
- Bestes Drehbuch:

Vollständige Liste der Preisträger

### British Academy Film Award
Die Verleihung der 80. British Academy Film Awards findet im Februar 2027 statt.
- Bester Film:
- Bester britischer Film:
- Beste Regie:
- Bester Hauptdarsteller:
- Beste Hauptdarstellerin:

Vollständige Liste der Preisträger

### Goldene Himbeere
Die Nominierungen der Goldenen Himbeere wurden im Februar 2027 bekannt gegeben.

### Oscar
Die 99. Verleihung der Oscars findet im Februar 2027 statt.
- Bester Film:
- Beste Regie:
- Bester Hauptdarsteller:
- Beste Hauptdarstellerin:
- Bester Nebendarsteller:
- Beste Nebendarstellerin:
- Bester internationaler Film:

Vollständige Liste der Preisträger

### Berlinale
Die 77. Internationalen Filmfestspiele Berlin finden von Februar bis zum März 2027 statt.
- Goldener Bär:
- Silberner Bär – Großer Preis der Jury:
- Silberner Bär – Beste Regie:
- Silberner Bär – Beste Darstellerin:
- Silberner Bär – Bester Darsteller:
- Silberner Bär – Bestes Drehbuch:

Vollständige Liste der Preisträger

### César
Die 52. Verleihung des César findet voraussichtlich im Februar 2027 statt.

### Bayerischer Filmpreis
Die 48. Verleihung des Bayerischen Filmpreises findet 2027 statt.

### Deutscher Filmpreis
Die 77. Verleihung des Deutschen Filmpreises Lola findet im April 2027 statt.
- Bester Spielfilm:

Filmpreis in Gold:
Filmpreis in Silber:
Filmpreis in Bronze:
- Beste Regie:
- Bestes Drehbuch:
- Bester Hauptdarsteller:
- Beste Hauptdarstellerin:

Vollständige Liste der Preisträger

### Europäischer Filmpreis
Der 40. Europäische Filmpreis wird 2027 vergeben
- Bester europäischer Film:
- Beste europäische Komödie:
- Beste Regie:
- Bester Darsteller:
- Beste Darstellerin:

Vollständige Liste der Preisträger

### Termine / Preisverleihungen / Filmfestivals
- AACTA International Awards:
- Screen Actors Guild Awards:
- Satellite Awards:
- Independent Spirit Awards:
- Goya:
- Deutscher Filmpreis:
- Romyverleihung:
- We Are One: A Global Film Festival:
- BET Awards:
- Pop-Up-Autokino-Filmfest München:
- British Academy Television Awards:
- Locarno Film Festival:
- Alpinale:
- Japan-Filmfest Hamburg:
- Taiwan Film Festival Berlin:
- Filmfestival Kitzbühel:
- Fünf Seen Filmfestival:
- Festival des deutschen Films:
- Internationale Filmfestspiele von Venedig:
- Fantasy Filmfest:
- Toronto International Film Festival:
- Deutscher Schauspielpreis:
- Filmkunstmesse Leipzig:
- Slash Filmfestival:
- Primetime-Emmy-Verleihung:
- Chinesisches Filmfest München:
- Internationale Hofer Filmtage:
- Unabhängiges FilmFest Osnabrück:
- Busan International Film Festival:
- Viennale:
- Biberacher Filmfestspiele:
- Tokyo International Film Festival:
- Duisburger Filmwoche:
- Nordische Filmtage Lübeck:
- Internationales Filmfestival Mannheim-Heidelberg:
- This Human World:
- Rose d’Or:
- Boston Society of Film Critics:
- New York Film Critics Circle Awards:
- Los Angeles Film Critics Association Awards:
- Deutscher Fernsehpreis
- Schweizer Filmpreis
- Grimme-Preis
- Internationale Filmfestspiele von Cannes
- Goldene Kamera